# Nižný Skálnik
Nižný Skálnik je obec v okrese Rimavská Sobota v Banskobystrickém kraji na Slovensku. Leží v jihozápadní části Slovenského rudohoří v údolí řeky Rimava. Nachází se 10 km severně od okresního města. Žije zde 193 obyvatel. Rozloha katastrálního území obce činí 5,3 km².
První písemná zmínka o obci pochází z roku 1334.

## Památky
- Jednolodní klasicistní evangelický kostel z roku 1805. Postaven byl na místě starší stavby.